# Tripanosomiasi (veterinaria)
La tripanosomiasi, in veterinaria, è una malattia tropicale diffusa nelle regioni tropicali e dovuta a diverse specie di protozoi flagellati, parassiti del genere Trypanosoma, a seconda della specie animale.

## Suddivisione
La suddivisione dei Trypanosomi e, conseguentemente, delle patologie da essi provocate, si basa sulla modalità di trasmissione.
Con l'eccezione di Trypanosoma equiperdum, agente eziologico della durina negli equidi, tutti gli altri Trypanosomi hanno come vettori degli artopodi, nei quali si possono trasmettere secondo due modalità.
- Trasmissione ciclica: l'artropode rappresenta un ospite necessario nel quale i parassiti si moltiplicano e subiscono una serie di trasformazioni indispensabili per poter essere trasmessi. Queste trasformazioni possono avvenire a livello di intestino anteriore o proboscide, in questo caso si parla di Salivaria (o di sviluppo a livello della stazione anteriore), oppure nell'intestino posteriore dell'insetto e in questo caso si parla di Stercoraria o sviluppo a livello della stazione posteriore.
- Trasmissione non ciclica: essenzialmente meccanica, dipende dalla capacità di sopravvivenza del parassita nell'ambiente esterno. Talvolta alcuni parassiti delle forme Salivaria possono essere trasmessi in questo modo.

## Salivaria
Quasi tutte le specie appartenenti a questo raggruppamento sono trasmesse per via ciclica da mosche tse-tse del genere Glossina.
Sono distribuite esclusivamente nell'Africa subsahariana e può precludere l'allevamento del bestiame nelle zone dove il vettore sia massivamente presente, rappresentando comunque un grave problema in tutta l'area.

### Ospiti
Tutto il bestiame domestico, in particolare il bovino, ma anche specie selvatiche come facocero e antilope.

### Vettore
Varie specie del genere Glossina, fra le quali Glossina morsitans è la più diffusa.

### Localizzazione
Principalmente nel circolo sanguigno, Trypanosoma brucei anche in miocardio, sistema nervoso centrale, apparato riproduttivo.

### Specie più importanti
- Trypanosoma congolense
- Trypanosoma brucei
- Trypanosoma vivax

### Distribuzione
Africa subsahariana tra le latitudini 14°N e 29°S

### Identificazione
Protozoi allungati fusiformi di lunghezza compresa fra 8 e 39 µm, con un flagello che decorre dal polo posteriore a quello anteriore della cellula e lungo il quale si nota il decorso della cosiddetta membrana ondulante.